# Westraltrachia inopinata
Westraltrachia inopinata é uma espécie de gastrópode  da família Camaenidae.
É endémica da Austrália.